# Caustis blakei
Caustis blakei är en halvgräsart som beskrevs av Georg Kükenthal och Stanley Thatcher Blake. Caustis blakei ingår i släktet Caustis och familjen halvgräs.

## Underarter
Arten delas in i följande underarter:
- C. b. blakei
- C. b. macrantha